# Hay (rivier in West-Australië)
De Hay is een rivier in de regio Great Southern in West-Australië.

## Geschiedenis
De oorspronkelijke bewoners van het stroomgebied van de Hay waren de Nyungah Aborigines. De Aboriginesbenaming voor de rivier is "Genulup" wat "plaats van de dagelijkse oversteek te voet" betekent.
De rivier werd in 1829 door scheepsarts en ontdekkingsreiziger Thomas Braidwood Wilson vernoemd naar Robert William Hay, de Britse permanente onderstaatssecretaris voor de koloniën tussen 1825 en 1836. Wilson ontdekte de rivier toen hij de streek verkende in het gezelschap van Mokare, John Kent, twee gevangenen en soldaat William Gough van het 39e regiment terwijl hun schip Governor Phillips voor herstellingen in de King George Sound lag aangemeerd.

## Geografie
De rivier maakt deel uit van het Denmark Stroomgebied dat ook nog de Wilson-inham, de Torbay-inham, het Powellmeer en de stroomgebieden van de rivieren Denmark en de Sleeman-Cuppup bevat. De rivier ontspringt ten westen van Mount Barker nabij Wiluna Park en stroomt zuidoostelijk tot Ungerup. Vervolgens vloeit ze in zuidzuidwestelijke richting door het nationaal park Mount Lindesay, kruist de South Coast Highway en mondt uit in de Wilson-inham. De rivier Mitchell en de Sleemankreek monden in de Hay uit.
De rivier vloeit het hele jaar door. Het getijde is merkbaar tot 5 kilometer stroomopwaarts van de monding. De kwaliteit van het water varieert tussen zilt en brak. 70% van het stroomgebied is ontbost om er landbouw te bedrijven. Van de riparische zone bevindt zich nog 42% in haar natuurlijke staat.